# Comisión Ejecutiva del Río Lempa
La Comisión Ejecutiva Hidroeléctrica del Río Lempa (CEL) es, de acuerdo con la Ley General de La Electricidad de El Salvador, una entidad de generación de energía eléctrica, que aprovecha y cuida los recursos hídricos del país y que compite en el mercado nacional y regional, junto a otros generadores de energía.
Actualmente CEL impulsa nuevos proyectos para satisfacer la creciente demanda de energía eléctrica, mediante los recursos naturales renovables de El Salvador, como el Cimarón y El Chaparral, además de la exploración de nuevas fuentes alternativas de generación. 
Y energía ecológica

## Centrales de generación

### Central hidroeléctrica Guajoyo
Dicha central está ubicada en el municipio de Metapán del Departamento de Santa Ana. La planta fue diseñada para una unidad de 15 MW, que opera con el agua almacenada del lago de Güija, entró en operación en diciembre de 1963
Consiste en una presa de concreto de 33 metros de altura, un dique de control de tierra de 12.5 metros de altura, un vertedero de fondo con una compuerta radial y un aliviadero de 4 bahías controlados con mamparos, canal de acceso, bocatoma de concreto, túnel de concreto de 6.25 metros de diámetro y 300 metros de longitud y una casa de máquinas de concreto semi-subterránea.
Las principales características de la central son las siguientes:
UBICACIÓN:
Cantón Belén Güijat, jurisdicción de Metapán, Departamento de Santa Ana.
TURBINAS:
Toshiba tipo Kaplan de eje vertical.
GENERADORES:
Toshiba
CAPACIDAD:
Nominal          15.00 MW
Máxima          16.67 MW
NÚMERO DE UNIDADES:
1 de 15.0 MW
ÁREA CUBIERTA POR EL EMBALSE: 55 km²
VOLUMEN DE AGUA:
Embalsado:     645 millones de m³
Útil:     490 millones de m³
CAUDAL MEDIO ANUAL:
26.3 m³/seg.
NIVELES DE OPERACIÓN:       m.s.n.m.
Máximo          430.30
Nominal          425
Mínimo           418
Aguas abajo  377
CAÍDA;
Máxima          54 m
Mínima           42 m
Diseño            48 m
CAUDAL MÁXIMO TURBINA8LE:
42 m³/seg. (a 430 m.s.n.m.)
GENERACIÓN MEDIA ANUAL:
64.2 GWh
TIPO DE FUNCIONAMIENTO DEL EMBALSE:
De regulación
OPERACIÓN DE LA CENTRAL:
Punta

### Central hidroeléctrica Cerrón Grande
Está ubicada a 78 kilómetros al norte de San Salvador, sobre el río Lempa, entre los municipios de Potonico, (Chalatenango); Jutiapa (Cabañas), está formada por una presa de 90 metros de altura, con una longitud de 800 metros, un vertedero de concreto de 4 compuertas y una casa de máquinas superficial.
La primera unidad entró en operación en febrero de 1976 y la segunda en febrero de 1977. Cada unidad tenía una capacidad de 67.5 MW.
Las principales características de la Central son las siguientes:
UBICACIÓN:
Sobre el Río Lempa, Cantón Monte Redondo, jurisdicción de Potonico, Departamento de Chalatenango; y Cantón San Sebastián, jurisdicción de Jutiapa,
Departamento de Cabañas.
TURBINAS:
Allis Chalmers tipo Francis de eje vertical.
GENERADORES:
Brown Boveri.
CAPACIDAD:
Nominal          135 MW
Máxima          150 M
NUMERO DE UNIDADES:
2 Unidades de 67.5 MW
ÁREA CUBIERTA POR EL EMBALSE:
135 km²
VOLUMEN DE AGUA:
Embalsado:     2,180 millones de m³
Útil:     1,430 millones de m³
CAUDAL MEDIO ANUAL:
154 m³/seg.
NIVELES DE OPERACIÓN:            (m.s.n.m.)
Máximo          243
Nominal          235
Mínimo           228
Aguas abajo  185
CAÍDAS:
Máxima          57 m
Mínima           42 m
Diseño            45 m
CAUDAL MÁXIMO TURBINABLE:
130 m³/seg. (a 243 m.s.n.m.)
GENERACIÓN MEDIA ANUAL:   488 GWh
TIPO DE FUNCIONAMIENTO DEL EMBALSE:
De regulación
OPERACIÓN DE LA CENTRAL:
Base y Punta

### Central hidroeléctrica Cinco de Noviembre
El programa nacional de electrificación inició con la construcción de la Central Hidroeléctrica 5 de Noviembre, en el sitio denominado “La Chorrera del Guayabo”, a 88 kilómetros al noreste de San Salvador, sobre el río Lempa, cantón San Nicolás, Sensuntepeque, departamento de Cabañas y cantón Potrerillos, Nombre de Jesús, en Chalatenango.
Esta central está conformada por una presa de gravedad de concreto, de 65 metros de altura, un vertedero de 7 compuertas y una casa de máquinas subterránea, fue inaugurada el 21 de junio de 1954, con una capacidad inicial de 30 MW (dos unidades generadoras de 15MW c/u). La tercera unidad de 15 MW entró en operación en marzo de 1957; la cuarta, de la misma capacidad, en septiembre de 1961; y la quinta de 21.4 MW, en julio de 1966, aumentándose la capacidad instalada de la planta a 81.4 MW.
Las principales características de la Central son las siguientes:
UBICACIÓN:
Sobre el Río Lempa, Cantón San Nicolás, Jurisdicción de Sensuntepeque, Departamento de Cabañas, y Cantón Potrerillos, jurisdicción de Nombre de Jesús, Departamento de Chalatenango.
TURBINAS:
Unidades 1, 2, 3 y 5 son tipo Francis de eje horizontal fabricadas por Bell, S.A. Kriens/ Suiza. La unidad N.º 4 es tipo Francis de eje horizontal, fabricada por Hitachi Ltd. Tokio, Japón.
GENERADORES:
Unidades 1, 2 y 3 Brown Boveri and Co. Badén, Suiza, Unidad N.º 4 Hitachi Ltd. Unidad N.º 5 ASEA de Suiza.
CAPACIDAD:
Nominal          81.4 MW
Máxima          90.48 MW
NÚMERO DE UNIDADES:
5 (4 Unidades de 15 MW y 1 Unidad de 21.4 MW)
ÁREA INUNDADA POR EL EMBALSE:   16 km²
VOLUMEN DE AGUA:
Embalsado:   320 millones de m³
Útil:     87 millones de m³
CAUDAL MEDIO ANUAL:
197 m³/seg.
NIVELES DE OPERACIÓN:            m.s.n.m.
Máximo          180
Nominal          180
Mínimo           17
Aguas abajo  125.5
CAÍDAS:
Máxima          56 m
Mínima           41 m
Diseño            50 m
CAUDAL MÁXIMO TURBINABLE: (* A 180 m.s.n.m.)
Unidades 1, 2 y 3 de 15 MW 36.4 m³/seg
Unidad 4 de 15 MW 34.8 m³/seg.
Unidad 5 de 21.4 MW 49.9 m³/seg.
GENERACIÓN MEDIA ANUAL:
457.4 GWh
TIPO DE FUNCIONAMIENTO DEL EMBALSE:
Hilo de agua
OPERACIONES DE LA CENTRAL:
Base

### Central hidroeléctrica 15 de Septiembre

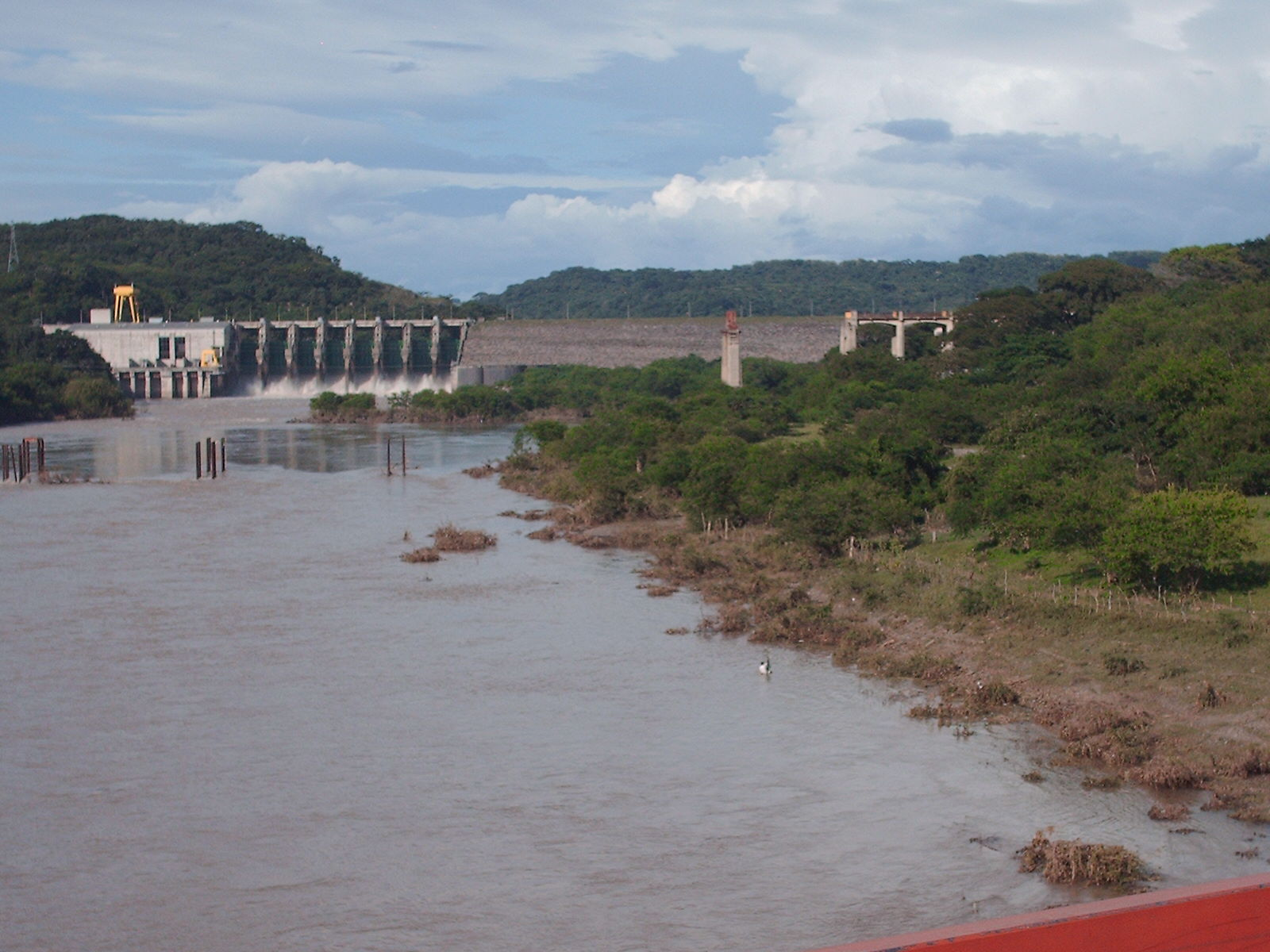
Presa de la central hidroeléctrica 15 de Septiembre.

Dicha central está ubicada a 90 kilómetros al oriente de San Salvador, sobre el río Lempa, en el cantón San Lorenzo, San Ildefonso, departamento de San Vicente; y cantón Condadillo (Puente Cuscatlán), Estanzuelas, Usulután.
Es la central de mayor capacidad de CEL y cuenta con dos unidades, que inicialmente tenía una potencia de 78.3 MW cada una; la primera entró en operación en septiembre de 1983 y la segunda en marzo de 1984. Consiste en una presa de relleno de roca de 57.2 metros de altura, un vertedero de concreto de 8 compuertas, una bocatoma integral y una casa de máquinas superficial.
Las principales características de la Central son las siguientes:
UBICACIÓN:
Sobre Río Lempa, Cantón San Lorenzo, Jurisdicción de San Ildefonso, Departamento de San Vicente, y 
TURBINAS:
Voith tipo Kaplan de eje vertical.
GENERADORES:
Tipo paraguas, marca Hitachi, con capacidad de 78.3 MW.
CAPACIDAD:
Nominal          156.60 MW
Máxima          180.18MW
NÚMERO DE UNIDADES:
2 Unidades de 78.3 MW
ÁREA CUBIERTA POR EL EMBALSE: 35.5 km²
VOLUMEN DE AGUA:
Embalsado:       380 millones de m³
Útil:     37 millones de m³
CAUDAL MEDIO ANUAL:   366 m³/seg.
NIVEL DE OPERACIÓN:   (m.s.n.m.)
Máximo          49
Nominal          47
Mínimo           30
Aguas abajo  17
CAÍDAS:
Máxima          32 m
Mínima           19 m
Nominal          30 m
CAUDAL MÁXIMO TURBINABLE:
330 m³/seg. (a 49 m.s.n.m.)
GENERACIÓN MEDIA ANUAL:
605.2 GWh
TIPO DE FUNCIONAMIENTO DEL EMBALSE
Hilo de agua
OPERACIÓN DE LA CENTRAL:
Base
- Datos: Q5779102